# Дигидроортофосфат кальция
Дигидроортофосфат кальция (однозамещённый фосфорнокислый кальций) — кислая соль кальция и ортофосфорной кислоты с формулой Ca(H2PO4)2. Образует кристаллогидрат.

## Получение
- Действием избытка ортофосфорной кислоты на оксид или карбонат кальция:

{\displaystyle {\mathsf {CaO+2\ H_{3}PO_{4}\ {\xrightarrow {\ }}\ Ca(H_{2}PO_{4})_{2}+H_{2}O}}}
{\displaystyle {\mathsf {CaCO_{3}+2\ H_{3}PO_{4}\ {\xrightarrow {\ }}\ Ca(H_{2}PO_{4})_{2}+CO_{2}\uparrow +H_{2}O}}}
{\displaystyle {\mathsf {Ca_{3}(PO_{4})_{2}+2\ H_{2}SO_{4}\ \xrightarrow {\ } \ Ca(H_{2}PO_{4})_{2}+2\ CaSO_{4}}}}

## Физические свойства
Безводный дигидроортофосфат кальция образует бесцветные, блестящие моноклинные призмы.
Из водных растворов выделяется кристаллогидрат Ca(H2PO4)2•H2O, бесцветные кристаллы с плотностью 2,22 г/см³.

## Химические свойства
- Кристаллогидрат и безводный дигидроортофосфат кальция термически неустойчивы:

{\displaystyle {\mathsf {Ca(H_{2}PO_{4})_{2}\cdot H_{2}O\ {\xrightarrow[{-H_{2}O}]{100-110^{o}C}}\ Ca(H_{2}PO_{4})_{2}\ {\xrightarrow[{-H_{2}O}]{150-200^{o}C}}\ Ca_{2}P_{2}O_{7}+H_{3}PO_{4}}}}
- Из воздуха медленно поглощает аммиак:

{\displaystyle {\mathsf {Ca(H_{2}PO_{4})_{2}+2\ NH_{3}\ \rightleftarrows \ (NH_{4})_{2}Ca(HPO_{4})_{2}}}}
- В насыщенных водных растворах разлагается:

{\displaystyle {\mathsf {Ca(H_{2}PO_{4})_{2}\rightleftarrows \ CaHPO_{4}+H_{3}PO_{4}}}}
- Реагирует с ортофосфатом кальция:

{\displaystyle {\mathsf {Ca(H_{2}PO_{4})_{2}+Ca_{3}(PO_{4})_{2}{\xrightarrow {\ }}\ 4\ CaHPO_{4}}}}
- Разлагается концентрированной азотной кислотой и растворами щелочей[1]:

{\displaystyle {\mathsf {Ca(H_{2}PO_{4})_{2}+2HNO_{3}\xrightarrow {\ } \ Ca(NO_{3})_{2}+2H_{3}PO_{4}}}}
{\displaystyle {\mathsf {3Ca(H_{2}PO_{4})_{2}+12NaOH\xrightarrow {\ } \ Ca_{3}(PO_{4})_{2}\downarrow +4Na_{3}PO_{4}+12H_{2}O}}}

## Применение
Основной компонент удобрений суперфосфат и двойной суперфосфат (первый содержит около 50% балласта — сульфата кальция, второй — почти чистый дигидроортофосфат кальция).